# 나폴리도

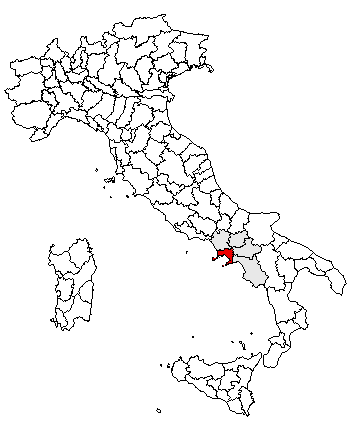
캄파니아주와 나폴리도

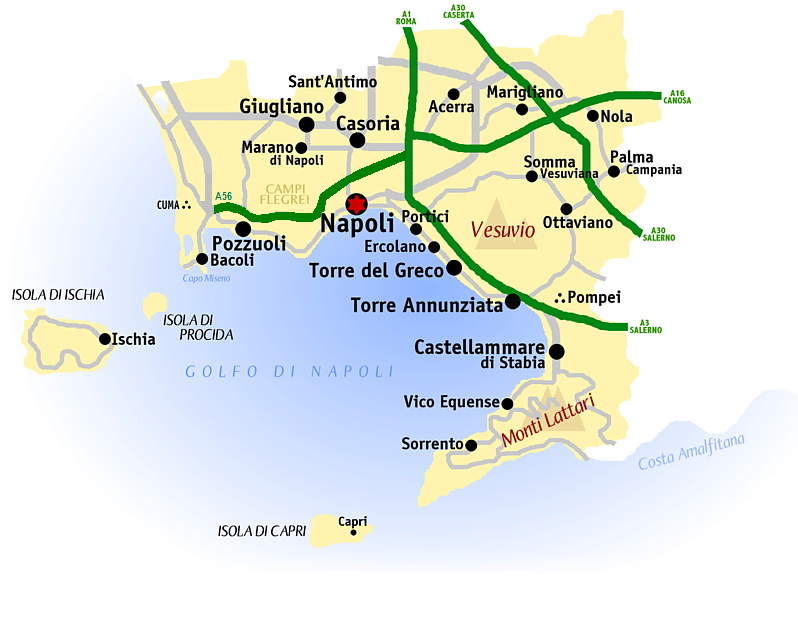
나폴리도

나폴리도 기

나폴리도(이탈리아어: Provincia di Napoli)는 이탈리아 남부 캄파니아주에 있던 도이다. 면적 1,171.13 km2, 인구 3,092,859명(2005)이며 이탈리아의 도 중 인구 밀도가 가장 높다. 도청 소재지는 나폴리이며 92개 코무네(이탈리아어: comune)를 관할했다. 나폴리만과 접한다. 도청 소재지 나폴리를 비롯하여 폼페이, 소렌토 등 유명한 관광지가 많다. 2015년 1월 1일을 기해 나폴리 광역시로 개편되었다.

## 행정 구역
나폴리도는 다음과 같은 코무네로 구성되어있다.
- 아체라
- 아프라골라
- 아제롤라
- 아나카프리
- 아르자노
- 바콜리
- 바라노디스키아
- 보스코레알레
- 보스코트레카세
- 브루시아노
- 카이바노
- 칼비차노
- 캄포사노
- 카프리
- 카르보나라디노라
- 카르디토
- 카살누우보디나폴리
- 카사마르치아노
- 카사미촐라테르메
- 카산드리노
- 카사바토레
- 카솔라디나폴리
- 카소리아
- 카스텔라마레디스타비아
- 카스텔로디치스테르나
- 체르코라
- 치차노
- 치미틸레
- 코미차노
- 크리스파노
- 에르콜라노
- 포리오
- 프라타마조레
- 프라타미노레
- 줄리아노인캄파니아
- 그라냐노
- 그루모네바노
- 이스키아
- 라코아메노
- 레테레
- 리베리
- 마라노디나폴리
- 마릴리아넬라
- 마릴리아노
- 마사루브렌세
- 마사디솜마
- 멜리토디나폴리
- 메타
- 몬테디프로치다
- 무냐노디나폴리
- 나폴리
- 놀라
- 오타비아노
- 팔마캄파니아
- 피아노디소렌토
- 피몬테
- 포조마리노
- 폴레나트로키아
- 포밀리아노다르코
- 폼페이
- 포르티치
- 포추올리
- 프로치다
- 콸리아노
- 콰르토
- 로카라이놀라
- 산젠나로베수비아노
- 산조르조크레마노
- 산주세페베수비아노
- 산파올로벨시토
- 산세바스티아노알베수비오
- 산비탈리아노
- 산타녤로
- 산타나스타시아
- 산탄티모
- 산탄토니오아바테
- 산타마리아라카리타
- 사비아노
- 시시아노
- 세라라폰타나
- 솜마베수비아나
- 소렌토
- 스트리아노
- 테르치뇨
- 토레안눈치아타
- 토레델그레코
- 트레카세
- 투피노
- 비코에퀜세
- 빌라리카
- 비시아노
- 볼라

## 거주 외국인
2010년 12월 13일 기준 나폴리도에 거주하는 외국인들인 75,943명이였다. 그들의 구성은 다음과 같다 :
- 우크라이나 18.833
- 루마니아 7.290
- 스리랑카 6.199
- 중국 5.958
- 폴란드 5.358

출처 Istat

## 같이 보기
- 나폴리 광역시